# Caroline Verleg
Caroline Verleg (18 maart 1996) is een Nederlands voetbalspeelster.

## Statistieken
| Seizoen | Club          | Land      | Competitie         | Wedstrijden | Doelpunten |
| ------- | ------------- | --------- | ------------------ | ----------- | ---------- |
| 2016/17 | vv Alkmaar    | Nederland | Eredivisie         | 13          | 1          |
| 2017/18 | sc Heerenveen | Nederland | Eredivisie         | 22          | 0          |
| 2018/19 | sc Heerenveen | Nederland | Eredivisie         | 23          | 0          |
| 2020/21 | sc Heerenveen | Nederland | Vrouwen Eredivisie |             | 0          |
| Totaal  | Totaal        | Totaal    | Totaal             | 58          | 1          |

Laatste update: september 2020
1 Resink ·
3 Meijer ·
4 Smits ·
5 Teijema ·
6 Schouwstra ·
8 De Haas ·
9 Maatman ·
10 Van Beijeren ·
11 Iedema ·
12 Appelmann ·
13 Van Rheenen ·
14 Van Vilsteren ·
15 Macleane ·
15 Brouwer ·
16 Nassette ·
17 Udink ·
18 Kerkhof ·
20 Stockmar ·
21 Maass ·
22 Thurkow ·
24 Werther ·
25 Zwart ·
25 Speek ·
30 Faber ·
32 Van der Velde ·
36 Biegbudu ·
38 Hiemstra ·
Coach: Tarvajärvi